# Bridge of Dillavaird
Die Bridge of Dillavaird ist eine Straßenbrücke nahe der schottischen Ortschaft Airlie. Sie überspannt die Grenze zwischen den Council Areas Angus und Perth and Kinross. 1971 wurde das Bauwerk in die schottischen Denkmallisten in der Kategorie B aufgenommen.

## Geschichte
Eine Kostenschätzung für den Brückenbau wurde bereits 1825 erstellt. Eine eingelegte Tafel weist das Jahr 1850 aus. Aus diesem und dem Folgejahr sind Dokumente über den Brückenbau erhalten. Außerdem existiert eine Notiz über die Baukosten inklusive der zuführenden Wege aus dem Jahre 1852. Es ist somit von einer Fertigstellung in diesem Zeitraum auszugehen.

## Beschreibung
Der Mauerwerksviadukt überspannt den Isla rund zwei Kilometer westlich der Ortschaft Airlie mit einem ausgemauerten Segmentbogen. Sein Mauerwerk besteht aus grob behauenem Bruchstein, der zu einem Schichtenmauerwerk verlegt wurde. Die Keilsteine des Bogens sind bossiert. Flache Brüstungen mit Decksteinen und aufsitzendem Geländer begrenzen die Fahrbahn. Zu beiden Seiten erweitern sie sich und fächern schließlich auf. Ihre abschließenden Pfosten weisen quadratische Grundrisse auf.
Die Bridge of Craigisla führt eine untergeordnete, Richtung Alyth führende Straße von geringer infrastruktureller Bedeutung über den Isla. Da der Isla an dieser Stelle die Grenze zwischen Angus im Osten und Perth and Kinross im Westen markiert, liegt die Bridge of Dillavaird zu Teilen in beiden Council Areas.